# Burchells spoorkoekoek
De Burchells spoorkoekoek (Centropus burchellii) is een vogel uit de familie Cuculidae (koekoeken). De vogel is genoemd naar de Britse natuuronderzoeker William John Burchell.

## Verspreiding en leefgebied
Deze soort komt voor in zuidelijk en zuidoostelijk Afrika en telt twee ondersoorten:
- C. b. fasciipygialis: van oostelijk Tanzania tot oostelijk Zimbabwe en Mozambique.
- C. b. burchellii: van oostelijk Botswana tot zuidelijk Zimbabwe, Mozambique en Zuid-Afrika.

## Status
De Burchells spoorkoekoek komt niet als aparte soort voor op de lijst van het IUCN, maar is daar een ondersoort van de wenkbrauwspoorkoekoek (Centropus superciliosus burchellii).